# Pronectria tenacis
Pronectria tenacis är en lavart som först beskrevs av Vouaux, och fick sitt nu gällande namn av Lowen 1990. Pronectria tenacis ingår i släktet Pronectria och familjen Bionectriaceae.   Inga underarter finns listade i Catalogue of Life.